# Proscopia monnei
Proscopia monnei är en insektsart som beskrevs av Bentos-pereira 2006. Proscopia monnei ingår i släktet Proscopia och familjen Proscopiidae. Inga underarter finns listade i Catalogue of Life.